# Кози крак
Кози крак е инструмент за изваждане на пирони от дърво. Обикновено се комбинира с лост. На немски е Kuhfuss (крак на крава), но също и кози крак. Когато се комбинира с лост, може да се използва и понятието лом, на немски Brechstange.

## Устройство и приложение
Козият крак представлява огънат метален клин, разделен на две, подобно на копитото на козата.
Козият крак се използва за разглобяване на дървени опаковки и конструкции. Скосеният край позволява да се забие в дървото, да се подпъхне под главата на гвоздея и по този начин да се извади гвоздеят. Изваждането на гвоздея се осъществява с рамото, което се получава по късата страна при натискането на дългата страна на козия крак.